# Хартофилакс
Хартофилакс (на гръцки: χαρτοφύλαξ, от χάρτα, „документ“ + φύλαξ, „пазител“) е духовно длъжностно лице, което пази официалните документи и архиви в гръцката православна църква по времето на Византия.
Длъжността съществува в Константинопол, както и в провинциалните диоцези, където назначените на длъжност са отговорни за архивите. Някои манастири също имат хартофилакс (или хартофилакеса – съответно в женските манастири), натоварен с отговорността за документите.